# Pistola

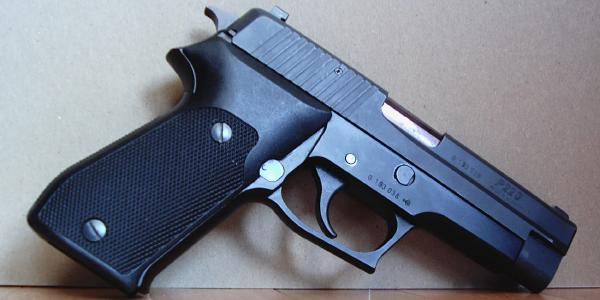
Pistola Sig-Sauer P220

La pistola és una arma de foc curta, dissenyada per a ser utilitzada amb una sola mà, i que dispara bales a curta distància. Va ser ideada per utilitzar-la com a defensa, malgrat que també es pot utilitzar de forma ofensiva. És portàtil i lleugera.

## Desenvolupament

### Antecedents
Encara que les primeres pistoles es van crear en el segle xvi com a armes auxiliars de la cavalleria; en el segle xv el terme pistola es referia als petits punyals i dagues que es duien amagats entre la roba. En el segle xviii comença a denominar-se pistoles a les armes de foc curtes empunyades amb una mà.
La paraula prové del francès pistole, aquesta del txec píšťala (flauta), per la forma de les armes antigues de les guerres Husites. Una altra teoria es refereix a la ciutat italiana Pistoia, on es manufacturaven les dagues.

### Pistoles antigues

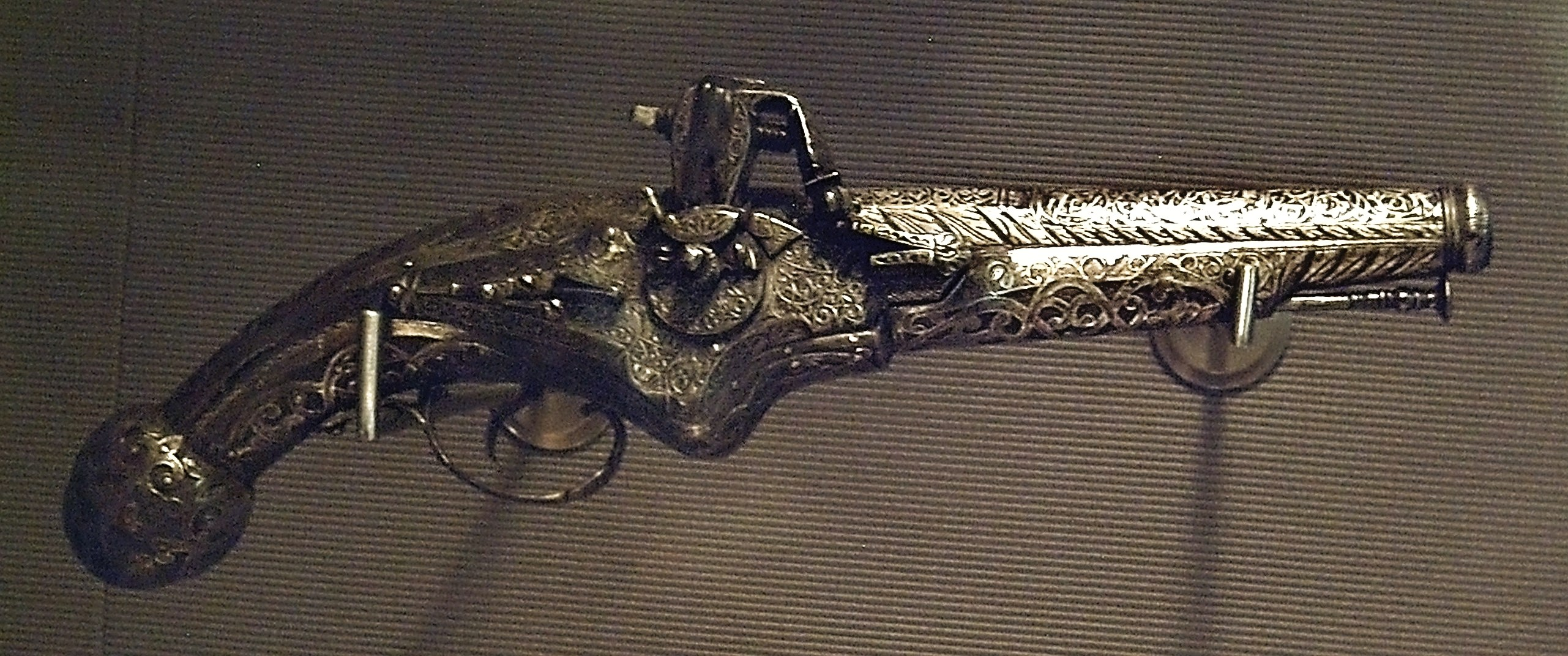
Pistola catalana del, amb mecanisme de roda, fabricada a Ripoll

Fins al segle xix, la pistola empra bàsicament els mateixos mecanismes de tir que els mosquets i fusells antics, mecanisme de roda en el XVI/XVII, d'espurna en el XVIII i primera part del XIX i de percussió en aparèixer aquest tipus de mecanisme a principis del XIX.
Totes aquestes pistoles requerien la recàrrega manual després de cada tir. La munició s'introduïa per la boca del canó (Arma d'avantcàrrega) i consistia en pólvora, munició i tac de paper (que servia de tap per a mantenir comprimits els dos anteriors dins del canó). Aquest mètode de recàrrega era molt lent i, generalment, els combatents desenfundaven els seus sabres o espases després de disparar, ja que les circumstàncies no permetien recarregar novament la pistola.

### Revòlver
La primera evolució de la pistola capaç de disparar diverses vegades abans de recarregar munició, va ser el revòlver. Se'n coneixen models utilitzats per l'exèrcit britànic a principis del segle xix, fins i tot alguns que empraven un canó per a cada recambra (models pepperbox); no obstant el revòlver modern el va patentar Samuel Colt el 1835. Aquest sistema allotja la munició en un tambor desmuntable que gira amb el recorregut de tornada del gallet, col·locant d'aquesta manera una nova recambra davant el percussor i del canó.
A cada recambra del tambor s'introduïa una porció de pólvora negra (generalment DuPont), tac de paper, munició (plom) i es retacava amb una palanca situada sota el canó. Per la part posterior de cada recambra del tambor es col·locava un fulminant sobre una xemeneia com a primer detonant i que feia inflamar la polvora de la recambra.
A causa de ser lent i complex aquesta operació, no era d'estranyar que els membres de cavalleria duguessin al damunt una dotació de tambors pre-carregats per poder-los canviar ràpidament.
La falta d'especialització de la manufactura de les armes de l'època i els baixos controls de qualitat, van propiciar una sèrie d'accidents en els quals no era rar lesionar-se seriosament les mans al moment de carregar i accionar les pistoles.
Comunament, el tambor té sis recambres, però hi ha models que en tenen entre cinc i nou.

## Definició emprada a Mèxic
Generalment en l'actualitat, tret que sigui una arma especial, les armes de foc curtes solen classificar-se segons el disseny en dues categories: revòlver i pistola automàtica. A Mèxic, aquestes últimes es coneixen per escuadras, perquè s'hi considera que el terme pistola abasta ambdues tipologies.

## Pistola semiautomàtica

### Història
Quan es va estendre l'ús de les metralladores Maxim, diversos fabricants d'armes van decidir adaptar el mecanisme de tir automàtic per a crear pistoles semiautomàtiques. El primer model reeixit va ser la Borchardt creada per l'armer alemany Hugo Borchardt i apareguda el 1894. Era voluminosa, fràgil, incòmoda i difícil de maniobrar amb una mà; es va caracteritzar per un enginyós mecanisme d'assegurança semblant a l'articulació del genoll, que era confiable. Utilitzava el potent calibre 7,63 mm. Es van fabricar pocs exemplars del model.
El 1896 apareix el model C-96, creat per Paul Mauser. També usava el calibre 7,63 mm. Va ser el primer model semiautomàtic usat en la segona guerra dels Bòers a Sud-àfrica i en les revolucions russa i xinesa.
El següent model reeixit, dissenyat el 1898 i fabricat a partir de 1900, fou la Luger Parabellum, creada per Georg Luger i adoptada per l'exèrcit alemany com a pistola reglamentària el 1908 (d'on la designació oficial de Luger P08); tingué ús amplíssim durant la Primera Guerra Mundial. Es va caracteritzar per millorar el mecanisme d'assegurança de la Bochardt i per ser el primer model a utilitzar el calibre 9 mm Parabellum (també anomenat 9 mm Luger o 9x19 mm), creat pel mateix fabricant. El seu model va sofrir diverses modificacions i va estar en producció fins a la Segona Guerra Mundial, quan l'exèrcit alemany va adoptar una nova pistola reglamentària, la Walther P38, la qual oferia multitud d'avenços tècnics, alguns vigents encara avui en dia. Tot i que la Luger era una arma força precisa i elegant, era molt costosa de fabricar i relativament delicada de funcionament, a causa de la complexitat de les peces que l'integraven.

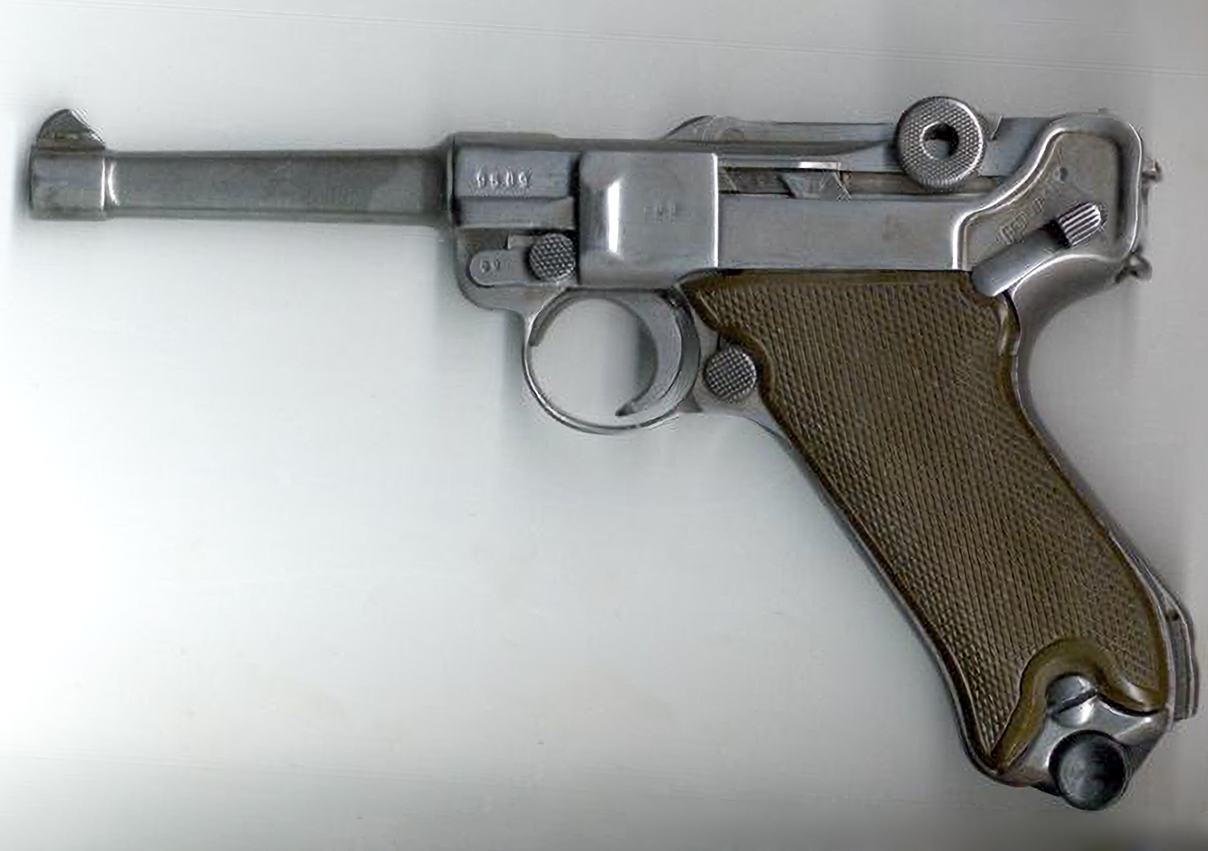
Pistola Luger Parabellum P08

El primer armer nord-americà a crear pistoles semiautomàtiques va ser John Browning que començà a desenvolupar les seves pròpies pistoles d'acció simple, i el 1900 començà a col·laborar amb la fàbrica d'armes belga FN i la marca Colt per a la qual va dissenyar en aquests anys diversos dels cartutxos clàssics més coneguts per a pistola: el .25 ACP (6,35x16mm), el .32 ACP (7,65x17mm) i el .380 ACP (9x17mm o més popularment 9 mm curt) que va emprar indistintament per als seus dissenys a Europa i als Estats Units.
Tots aquests calibres ACP (acrònim d'Automatic Colt Pistol) van ser els més populars per a pistola a Europa durant molts anys, encara que als Estats Units aviat es van veure eclipsats pel potent .45 ACP de Browning.
La Colt M1911 va ser el primer model a utilitzar el potent calibre .45 ACP, creat específicament per a aquest model pel seu fabricant. Una arma llegendària als Estats Units. Emprada per l'exèrcit nord-americà durant 74 anys, fins que fou substituïda per la Beretta 92F en calibre 9 mm Parabellum. El model 1911 només va sofrir algunes modificacions el 1926 i es va canviar de nom a Colt M1911A1.
La primera pistola de doble acció va ser la Walther PP dissenyada el 1929 per a ús policial i en diversos calibres de baixa potència. El primer model de doble acció d'ús militar va ser la Walther P38, utilitzat per primera vegada pels alemanys en la Segona Guerra Mundial; podia recarregar-se la seva munició i deixar-se llesta per a disparar sense risc de tir accidental.
La pistola Browning High Power venuda per primera vegada el 1935, és la primera a tenir un carregador amb 2 fileres per a emmagatzemar més munició. A més de millors assegurances contra tirs accidentals i altres millores. Encara se segueix fabricant el model original i versions de doble acció. Juntament amb el model M1911A1 han estat possiblement les pistoles més copiades i imitades de la història. Com anècdota, l'arma va ser emprada a la Segona Guerra Mundial en els dos bàndols, els alemanys la fabricaven en la Bèlgica ocupada i els britànics al Canadà.

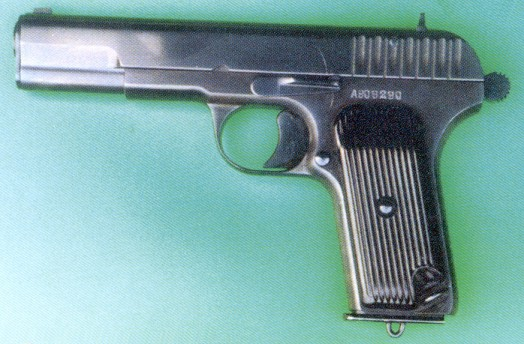
Pistola soviètica Tókarev TT (1930)

### Definició
El terme "pistola semiautomàtica" s'empra perquè el mecanisme que col·loca un nou cartutx a la recambra després de disparar és automàtic, però com que només es dispara un tret cada vegada que es prem el gallet no es considera una arma automàtica, que seria aquella capaç d'efectuar ràfegues només prement un cop el gallet.
Les pistoles semiautomàtiques tenen una armadura fixa on va muntat el disparador (i el seu gallet), percussor, canó i una part mòbil, anomenada corredora, que encaixa sobre l'armadura i duu muntada una molla *recuperadora i una agulla percussora, així com una finestra d'expulsió del casquet.
L'avantatge de les semiautomàtiques respecte als revòlvers radica en el seu carregador, el qual els permet allotjar una major quantitat de munició i també una recàrrega potencialment més ràpida. No obstant això, la complexitat més gran del mecanisme augmenta el seu cost de fabricació i les fa més susceptibles a les avaries, enfront de la simplicitat estructural dels revòlvers.
Erròniament s'han denominat pistoles automàtiques malgrat el seu mecanisme semiautomàtic; una autèntica pistola automàtica seria aquella que mantenint premut el gallet, disparés contínuament en ràfega. No obstant això, existeixen pistoles que tenen un mecanisme per a triar disparar semiautomàticament o bé efectuar ràfegues de trets prement el gallet un sol cop. Algunes d'aquestes són la Beretta model 93 (9 mm Parabellum) o les antigues Mauser C96 (7,65 mm Parabellum).

## Funcionament de les pistoles semiautomàtiques
Quan a l'interior de la pistola no té munició:
1. S'insereix un carregador ple de munició o bales.
2. S'estira la corredora cap enrere i es deixa anar. La molla recuperadora farà que torni a la seva posició, arrossegant un cartutx útil dins la recambra.
3. Alhora el martell percussor s'haurà quedat enganxat en la dent d'escapament; això és anomenat amartellament (acció senzilla o acció doble).
4. En prémer el gallet, s'allibera la dent d'escapament, el percussor retorna bruscament a la seva posició original i, copeja una agulla retràctil, anomenada agulla percussora, la qual impacta violentament el fulminant del culot del cartutx, provocant la ignició de la pólvora, tot impulsant la bala.
5. La reacció provocada pel tret fa retrocedir la corredora i expulsa el casquet de l'interior de la pistola (amb la mateixa potència que es llança la bala) gràcies a l'ungla extractora, acoblada a la corredora, permetent immediatament l'accés d'un nou cartutx a la part posterior del canó (recambra).
6. La molla recuperadora torna a col·locar la corredora en la seva posició original.
7. Es pot disparar altra vegada fins a acabar la munició.

### Carregador
El carregador és una petita, llarga i prima caixa metàl·lica o plàstica que normalment s'insereix per la part inferior de l'empunyadura de la pistola. Serveix per a emmagatzemar i carregar la munició que utilitzarà la pistola semiautomàtica.
Posseeix una molla a la seva part inferior que empeny els cartutxos emmagatzemats cap amunt, de manera que s'aniran introduint d'un en un a la recambra immediatament després del tir.
Depenent del calibre, el nombre de fileres i dimensions, els carregadors emmagatzemen comunament entre 7 i 18 cartutxos. Únicament els carregadors de pistoles de butxaca emmagatzemen 6 cartutxos.

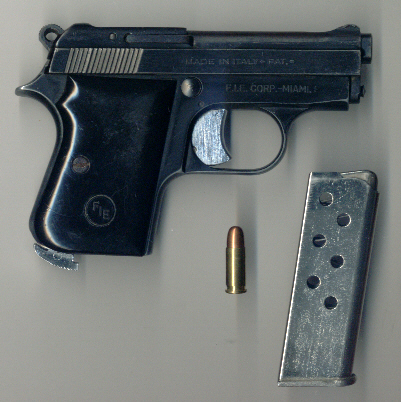
Pistola de butxaca FIE Titan d'acció simple, carregador de filera simple que només emmagatzema 6 cartutxos, i la munició és un cartutx calibre .25 ACP. Posseeix una assegurança lateral accessible al polze.

#### Classificació de carregadors
Els carregadors es classifiquen pel nombre de fileres. Una filera és una fila vertical de cartutxos emmagatzemada dintre d'un carregador. Els carregadors poden ser:
1. De filera simple: que només emmagatzemen una fila de cartutxos i, per tant, menys munició, al voltant de 7 a 10 cartutxos, d'acord amb el calibre.
2. De doble filera: que emmagatzema dues files de cartutxos, en zig-zag, i això els permet més munició, al voltant de 12 fins a 20 cartutxos.

### Classificació de pistoles
Les pistoles semiautomàtiques es classifiquen d'acord al seu mecanisme de tir en 3 tipus:
- Acció simple: aquestes pistoles requereixen amartellar el percussor abans d'efectuar el primer tret, o en cas contrari no dispararan; això només és vàlid quan hi ha un cartutx a la recambra i el percussor no està amartellat. Tradicionalment posseeixen un fiador lateral accessible amb el polze, que en activar-se impedeix tant l'amartellament com l'alliberament del percussor.

- Doble acció: poden disparar-se de dues maneres,

1. Amartellant-se abans d'estrènyer el gallet.
2. Estrenyent el gallet sense amartellar-se.

El mecanisme de doble acció amartella i retorna el percussor, amb només estrènyer el gallet. I l'impuls del tir deixa amartellada la pistola per al següent tir.
- Doble acció exclusiva: aquestes pistoles no necessiten amartellarse amb el polze, sinó que solament s'estreny el gallet per a disparar. Després del tir, el percussor es queda sense retrocedir, tornant-se a amartellar i retornar en prémer de nou el gallet.

## Pistoles actuals
Tots els models actuals són doble acció o de doble acció exclusiva. Se segueixen fabricant versions modernes de models mítics com la Colt M1911 i Browning High Power respectant el seu mecanisme original d'acció simple tant per a ús defensiu com esportiu.
No obstant això, les forces de seguretat i els exèrcits només usen les pistoles de doble acció que s'han estès en ús en els últims 30 anys.
Les pistoles de doble acció exclusiva se solen destinar per a defensa personal en ser el seu funcionament més senzill, gairebé com un revòlver.
Els canvis més notables en les pistoles de les últimes dècades han estat:
1. La majoria dels models estan elaborats amb altres materials diferents de l'acer tradicional per a alleugerir-les. (Inclouen aliatges, polímers i materials compostos).
2. Atenuació dels efectes del retrocés de tir, per a millorar la punteria en tirs ràpids.
3. Millores en les mires.
4. Millors sistemes de seguretat que fan gairebé impossible el tir accidental.

### Marques populars
Els fabricants europeus solen ser els més avançats en el disseny i fabricació de pistoles i per això gaudeixen de bona reputació mundial:
- Heckler & Koch (HK)

- Walther

- Sig-Sauer

- Star (desapareguda)

- Glock

- Beretta

- Bersa

- Fabrique Nationale (FN)

- Česká Zbrojovka (CZ)

Els grans fabricants nord-americans que segueixen fabricant productes de qualitat:
- Colt (desapareguda encara que se segueix fabricant variants del model 1911 per moltes fàbriques)

- Smith & Wesson

- Ruger

#### Fabricants per països
Alemanya
- Carl Walther
- Heckler & Koch
- Mauser-Werke
- Sauer

Argentina
- Fabricaciones Militares (FM)
- Bersa S.A.
- Hispano Argentina Fábrica de Automóviles Sociedad Anónima (HAFDASA)

Àustria
- GLOCK GMBH
- Steyr-Mannlicher GMBH & Co

Bèlgica
- Fabrique Nationale (FN)

Brasil
- Forjas Taurus SA

República Txeca
- Arms Moravia
- Ĉzeská Zbrojovka (CZ)
- Strojirna s.r.o.

Canadà
- Para-Ordnance Mfg.Inc.

Xile
- FAMAE

Colòmbia
- Indumil

Corea del Sud
- Daewoo

Eslovàquia
- Grand Power s.r.o.

Espanya
- Astra-Unceta y Cia. (desapareguda)
- STAR, Bonifacio Echeverría S.A. (desapareguda)
- Llama Gabilondo y Cia SA. (desapareguda)
- Fabrinor (desapareguda)
- S.P.S. Custom

Estats Units
- Browning Arms Company
- Colt's Manufacturing Company LLC
- Savage Arms Corporation
- Ruger
- Springfield Armory
- STI

França
- Manufacture d'Armes de Saint-Etienne (MAS)
- Manufacture d'Armes de Chatellerault (MAC)(desapareguda)
- Manufacture d'Armes de Tulle (MAT)(desapareguda)
- Manufacture d'Armes Automatiques de Bayonne (MAB)(desapareguda)
- Manufacture de Machines du Haut Rhin (Manurhin)

Finlàndia
- Sako Tikka

Hongria
- Fegyuver es Gepgyar (FEG)

Itàlia
- B.Bernardelli s.r.a.
- Fabbrica d'Armi Pietro Beretta S.p.A.
- Fratelli Tanfoglio SpA.
- Rino-Galesi-Rigarmi-Brescia

Israel
- Israel Military Industries (IMI)

Polònia
- Prexer Ltd.
- Z.M. Łucznik Zakłady Metalowe Łucznik S.A.

Rússia
- Izhmek Izhevsky Mekhanichesky Zavod

Suècia
- Husqvarna Vapenfabrik (fins al 1970)
- Försvarets Fabriksverk (FFV)

Suïssa
- Sweizerishe Industrie Gesellschaft (SIG)
- Sphinx Systems Ltd.

Turquia
- Trabzon Arms Industry Corp.

Veneçuela
- CAVIM

## Calibres actuals
Vegeu també: Llista de calibres per a pistola
El calibre de pistola més popular del món és 9mm Parabellum. Es va popularitzar temps després que l'OTAN l'establís com a reglamentari.
Als Estats Units amb la seva habitual obsessió pels calibres potents, apareix en els anys 80 un cartutx calibre 10 mm, amb una potència molt superior a la del 9 mm Parabellum. Va ser adoptat per l'FBI, el que li va donar popularitat immediata fins que el seu ús pràctic va demostrar que la major part dels agents no tenen suficient força per a controlar la punteria pel retrocés que provoca. Posteriorment va aparèixer un nou calibre derivat del 10 mm, el .40 Smith&Wesson, més controlable, però encara més potent que el 9 mm Parabellum. Aquest és actualment el calibre de pistola més popular als Estats Units, encara que també està molt estès el 9x19mm.
A Espanya per motius històrics (era el calibre de la primera semiautomàtica comprada per l'exèrcit, de fabricació belga) l'exèrcit i la policia van emprar fins als anys 1980 armes en calibre 9x23mm (més conegut per 9 mm llarg o .38 Super, una mica més potent que el 9 mm Parabellum) de manera que les armes havien de ser produïdes per fabricants nacionals.
Durant la Guerra Freda es van imposar en tots els països del bloc soviètic dos calibres russos, el 7,62x25mm Tókarev, primer, i posteriorment el 9x18mm Makàrov, ambdós coneguts pel nom del dissenyador respectiu. El Makàrov és encara el calibre més popular a Rússia encara que a la majoria de països exsoviètics el 9 mm Parabellum, més potent, l'ha substituït gairebé completament.
La majoria dels calibres petits dissenyats per Browning a principis de segle segueixen en ús per a petites pistoles de defensa personal, principalment el 9 mm curt i el .32 ACP.
Encara s'empren diferents tipus de calibre .22 en les competències de tir esportiu i en les pràctiques de tir, per la seva baixa potència i gran control de tir. Gairebé ningú l'utilitza per a la defensa personal a pesar de ser mortífer.